# Плавание на чемпионатах мира по водным видам спорта
Плавание вошло в программу чемпионатов мира по водным видам спорта в 1973 году. В 1991 году в программу вошло плавание на открытой воде.

## Чемпионаты
| Год  | Дата                     | Номер | Место                     | Дисциплины (мужские/женские/смешанные) | Дисциплины (мужские/женские/смешанные) | Лидер медального зачёта | Второе место в медальном зачёте | Третье место в медальном зачёте |
| Год  | Дата                     | Номер | Место                     | Бассейн                                | Открытая вода                          | Лидер медального зачёта | Второе место в медальном зачёте | Третье место в медальном зачёте |
| ---- | ------------------------ | ----- | ------------------------- | -------------------------------------- | -------------------------------------- | ----------------------- | ------------------------------- | ------------------------------- |
| 1973 | 31 августа — 9 сентября  | I     | Белград, Югославия        | 15 / 14 / 0                            | 0 / 0 / 0                              | ГДР                     | США                             | Австралия                       |
| 1975 | 19 июля — 27 июля        | II    | Кали, Колумбия            | 15 / 14 / 0                            | 0 / 0 / 0                              | США                     | ГДР                             | Венгрия                         |
| 1978 | 20 августа — 28 августа  | III   | Берлин, Западная Германия | 15 / 14 / 0                            | 0 / 0 / 0                              | США                     | СССР                            | Австралия                       |
| 1982 | 29 июля — 8 августа      | IV    | Гуаякиль, Эквадор         | 15 / 14 / 0                            | 0 / 0 / 0                              | ГДР                     | США                             | СССР                            |
| 1986 | 13 августа — 23 августа  | V     | Мадрид, Испания           | 16 / 16 / 0                            | 0 / 0 / 0                              | ГДР                     | США                             | ФРГ                             |
| 1991 | 3 января — 13 января     | VI    | Перт, Австралия           | 16 / 16 / 0                            | 1 / 1 / 0                              | США                     | Венгрия                         | Германия                        |
| 1994 | 1 сентября — 11 сентября | VII   | Рим, Италия               | 16 / 16 / 0                            | 1 / 1 / 0                              | Китай                   | Австралия                       | США                             |
| 1998 | 8 января — 17 января     | VIII  | Перт, Австралия           | 16 / 16 / 0                            | 2 / 2 / 2                              | США                     | Австралия                       | Китай                           |
| 2001 | 16 июля — 29 июля        | IX    | Фукуока, Япония           | 20 / 20 / 0                            | 3 / 3 / 0                              | Австралия               | США                             | Италия                          |
| 2003 | 12 июля — 27 июля        | X     | Барселона, Испания        | 20 / 20 / 0                            | 3 / 3 / 0                              | США                     | Австралия                       | Россия                          |
| 2005 | 16 июля — 31 июля        | XI    | Монреаль, Канада          | 20 / 20 / 0                            | 3 / 3 / 0                              | США                     | Австралия                       | Германия                        |
| 2007 | 18 марта — 1 апреля      | XII   | Мельбурн, Австралия       | 20 / 20 / 0                            | 3 / 3 / 0                              | США                     | Австралия                       | Россия                          |
| 2009 | 17 июля — 2 августа      | XIII  | Рим, Италия               | 20 / 20 / 0                            | 3 / 3 / 0                              | США                     | Германия                        | Австралия                       |
| 2011 | 16 июля — 31 июля        | XIV   | Шанхай, Китай             | 20 / 20 / 0                            | 3 / 3 / 1                              | США                     | Китай                           | Бразилия                        |
| 2013 | 19 июля — 4 августа      | XV    | Барселона, Испания        | 20 / 20 / 0                            | 3 / 3 / 1                              | США                     | Китай                           | Франция                         |
| 2015 | 24 июля — 9 августа      | XVI   | Барселона, Испания        | 20 / 20 / 2                            | 3 / 3 / 1                              | США                     | Австралия                       | Китай                           |
| 2017 | 14—30 июля               | XVII  | Барселона, Испания        | 20 / 20 / 2                            | 3 / 3 / 1                              | США                     | Франция                         | Великобритания                  |
| 2019 | 12 июля — 28 июля        | XVIII | Кванджу, Южная Корея      | 20 / 20 / 2                            | 3 / 3 / 1                              | США                     | Австралия                       | Венгрия                         |
| 2022 | 17 июня — 3 июля         | XIX   | Будапешт, Венгрия         | 20 / 20 / 2                            | 3 / 3 / 1                              | США                     | Италия                          | Австралия                       |
| 2023 | 14—30 июля               | XX    | Фукуока, Япония           | 20 / 20 / 2                            | 2 / 2 / 1                              | Австралия               | США                             | Китай                           |
| 2024 | 2—18 февраля             | XXI   | Доха, Катар               | 20 / 20 / 2                            | 2 / 2 / 1                              | США                     | Китай                           | Австралия                       |
| 2025 | 11 июля — 3 августа      | XXII  | Сингапур                  | 20 / 20 / 2                            | 3 / 3 / 1                              |                         |                                 |                                 |
| 2027 |                          | XXIII | Будапешт, Венгрия         |                                        |                                        |                         |                                 |                                 |
| 2029 |                          | XXIV  | Пекин, Китай              |                                        |                                        |                         |                                 |                                 |

## Дисциплины

#### Мужчины
| Дисциплина    | Дисциплина | 1973 | 1975 | 1978 | 1982 | 1986 | 1991 | 1994 | 1998 | 2001 | 2003 | 2005 | 2007 | 2009 | 2011 | 2013 | 2015 | 2017 | 2019 |
| ------------- | ---------- | ---- | ---- | ---- | ---- | ---- | ---- | ---- | ---- | ---- | ---- | ---- | ---- | ---- | ---- | ---- | ---- | ---- | ---- |
| Вольный стиль | 50 метров  |      |      |      |      | X    | X    | X    | X    | X    | X    | X    | X    | X    | X    | X    | X    | X    | X    |

#### Смешанные
| Дисциплина           | Дисциплина                   | 2015 | 2017 |
| -------------------- | ---------------------------- | ---- | ---- |
| Эстафеты             | 4×100 метров вольным стилем  | X    | X    |
| Эстафеты             | 4×100 метров комбинированная | X    | X    |
| Количество дисциплин | Количество дисциплин         | 2    | 2    |